# Chlewiska (gemeente)
De gemeente Chlewiska is een landgemeente in het Poolse woiwodschap Mazovië, in powiat Szydłowiecki.
De zetel van de gemeente is in Chlewiska.
Op 30 juni 2004 telde de gemeente 6244 inwoners.

## Oppervlakte gegevens
In 2002 bedroeg de totale oppervlakte van gemeente Chlewiska 124,2 km², waarvan:
- agrarisch gebied: 47%
- bossen: 45%

De gemeente beslaat 26,48% van de totale oppervlakte van de powiat.

## Demografie
Stand op 30 juni 2004:
| Omschrijving                   | Totaal | Totaal | Vrouwen | Vrouwen | Mannen | Mannen |
| ------------------------------ | ------ | ------ | ------- | ------- | ------ | ------ |
| eenheid                        | aantal | %      | aantal  | %       | aantal | %      |
| inwoners                       | 6244   | 100    | 3218    | 51,5    | 3026   | 48,5   |
| bevolkingsdichtheid (inw./km²) | 50,3   | 50,3   | 25,9    | 25,9    | 24,4   | 24,4   |

In 2002 bedroeg het gemiddelde inkomen per inwoner 1309,68 zł.

## Administratieve plaatsen (sołectwo)
Aleksandrów, Antoniów, Borki, Broniów, Budki, Chlewiska, Cukrówka, Huta, Krawara, Koszorów, Leszczyny, Majdanki, Nadolna, Ostałów, Ostałówek, Pawłów, Stanisławów, Stefanków, Skłoby, Sulistrowice, Wola Zagrodnia, Zaława, Zawonia.

## Aangrenzende gemeenten
Bliżyn, Borkowice, Przysucha, Stąporków, Szydłowiec, Wieniawa